# Nagórki (województwo kujawsko-pomorskie)
Nagórki – wieś w Polsce położona w województwie kujawsko-pomorskim, w powiecie radziejowskim, w gminie Osięciny.

## Podział terytorialny
W latach 1975–1998 miejscowość położona była w województwie włocławskim. Wieś sołecka – zobacz jednostki pomocnicze gminy w BIP.
Miejscowość należy do parafii w Byczynie.

## Demografia
Według Narodowego Spisu Powszechnego (III 2011 r.) liczyła 137 mieszkańców. Jest 21. co do wielkości miejscowością gminy Osięciny.